# شهرستان آق‌تپه
شهرستان آق‌تپه (به ترکمنی: Akdepe etraby، آق‌دپه اطرابیٛ) یک شهرستان در ترکمنستان است که در استان داش‌اغوز واقع شده‌است.
در تاریخ ۹ نوامبر ۲۰۲۲، شهرستان قربان‌سلطان اجه منحل شده و اراضی آن به این شهرستان واگذار شد. در همین تاریخ، مرکز شهرستان قربان‌سلطان اجه، شهر «قربان‌سلطان اجه»، به افتخار شاعر ترکمن، نورمحمد عندلیب، به نام عندلیب تغییر کرد، و در همین تاریخ، بجای شهر آق‌تپه، مرکز اداری این شهرستان شد.

## تقسیمات اداری
شهرستان آق‌تپه شامل دو شهر، دو شهرک، و بیست و پنج شورای روستایی می‌باشد.
- شهرها (şäherler / شأهرلر)
  - آق‌تپه (Akdepe / آق‌دپه)
  - عندلیب
    - سابقا موسوم به (۲۰۰۴-۲۰۲۲) قربان‌سلطان اجه (Gurbansoltan Eje adyndaky / قوُربان‌سوْلطان اجه آدیٛنداقیٛ)
    - سابقا موسوم به (۱۹۹۲-۲۰۰۴) ایلان‌لی (Ýylanly / ییٛلان‌لیٛ)

- شهرک‌ها (şäherçeler / شأهرچه‌لر)
  - اورازگلدی ارساری‌یف (Orazgeldi Ärsaryýew adyndaky / اوْرازگلدی أرساریٛ‌یف آدیٛنداقیٛ)
    - سابقا آته‌یاپ (Ataýap / آتایاپ)

  - رجب‌قلی عطایف (Rejepguly Ataýew adyndaky / رجپ‌قوُلیٛ عطایف آدیٛنداقیٛ)
    - سابقا پاکیزه (Päkize / پأکیزه)

- شوراهای روستایی (oba geňeşlikleri / اوْبا گنگشلیکلری)
  - آت‌چاپان (Atçapan / آت‌چاپان)
    - برکت‌لی (Bereketli / برکت‌لی)
    - قزل‌یاپ (Gyzylýap / قیٛزیٛل‌یاپ)
    - مختوم‌قلی (Magtymguly adyndaky / ماغتیٛم‌قوْلی آدیٛنداقیٛ)

  - آغ‌اویلی (Agöýli / آغ‌اؤیلی)
    - ازوم‌‌باغ (Üzümbag / اوٚزوٚم‌باغ)
    - الله‌یار‌اوی (Allaýaroý / الله‌یار‌اوْی)
    - قلعه‌یر (Galaýer / قالایَر)
    - کوله (Küle / کوٚله)

  - آغزی‌بیرلیک (Agzybirlik / آغزیٛ‌بیرلیک)
    - ‌ اون‌بیگی (Onbegi / اوْن‌بگی)
    - تاته (Täte / تأته)
    - رجب‌قلی عطایف (Rejepguly Ataýew adyndaky / رجپ‌قوُلیٛ عطایف آدیٛنداقیٛ)
    - صابرلی (Sabyrly / صابیٛرلیٛ)
    - قره‌آغاج (Garaagaç / قاراآغاچ)
    - کُرد (Kürt / کوٚرت)

  - آق‌آلتین (Ak altyn / آق‌آلتیٛن)
    - آق‌آلتین (Ak altyn / آق‌آلتیٛن)
    - آقجه (Akja / آقجا)
    - بختی‌لی (Bagtyly / باغتیٛ‌لیٛ)
    - پکگَی (Pekgeý / پکگَی)
    - تازه‌یول (Täzeýol / تأزه‌یوْل)
    - تکه‌لی (Tekeli / تکه‌لی)
    - قامش‌لیق (Gamyşlyk / قامیٛش‌لیٛق)

  - آق‌بوغدای (Ak bugdaý / آق‌بوُغدای)
    - مختوم‌اوی (Magtymoý / ماغتیٛم‌اوْی)

  - آق‌تپه (Akdepe / آق‌دپه)
    - چچون (Çoçun / چوْچوُن)
    - ‌ زحمت (Zähmet / زأحمت)
    - قیزان‌یاپ (Gyzanýap / قیٛزان‌یاپ)
    - یکه‌درک (Ýekederek / یکه‌درک)

  - آلتین‌توپراغ (Altyn toprak / آلتیٛن توْپراق) 
    - آغار (Agar / آغار)
    - دورمن (Dörmen / دؤرمن)
    - قاراش‌سیزلیق (Garaşsyzlyk / قاراش‌سیٛزلیٛق)
    - کینه‌گس (Keneges / کنه‌گس)
    - گوون‌در (Göwender / گؤون‌در)

  - ‌ اوچ‌کفتری (Üçkepderi / اوٚچ‌کپدری)
    - آته‌مراد آقا (Atamyrat aga / آتامیٛرات آغا)
    - آلتین‌عصر (Altyn asyr / آلتیٛن‌عاصیٛر)
    - دوستلوق (Dostluk / دوْستلوُق)
    - سوزن‌لی (Sözenli / سؤزن‌لی)

  - اورازگلدی ارساری‌یف (Orazgeldi Ärsaryýew adyndaky / اوْرازگلدی أرساریٛ‌یف آدیٛنداقیٛ)
    - آته‌یاپ (Ataýap / آتایاپ)
    - باغ‌لیق (Baglyk / باغ‌لیٛق)
    - جمشیدی (Jemşidi / جمشیدی)
    - قاسم‌هوولی (Gasymhowly / قاسیٛم‌هوْولیٛ)
    - قره‌بویناق (Garaboýnak / قارابوْیناق)

  - پخته‌چی‌لیق (Pagtaçylyk / پاغتاچیٛ‌لیٛق)
    - آغزی‌بیرلیک (Agzybirlik / آغزیٛ‌بیرلیک)
    - اوچ‌یاپ (Üçýap / اوٚچ‌یاپ)
    - پخته‌چی‌لیق (Pagtaçylyk / پاغتاچیٛ‌لیٛق)
    - دهقان (Daýhan / دایحان)
    - غراوی (Garrawy / غارّاویٛ)
    - قزاق‌لی (Gazakly / قازاق‌لیٛ)
    - مدت (Medet / مدت)

  - تازه‌اوبه (Täzeoba / تأزه‌اوْبا) 
    - ‌ ترکمنستان (Türkmenistan / توٚرکمنیستان)
    - چات‌آغاج (Çatagaç / چات‌آغاچ)
    - ‌ مشرق‌یاپ (Maşrykýap / ماشریٛق‌یاپ)

  - تازه‌زمان (Täzezaman / تأزه‌زامان) ‌
    - باغ‌لی (Bagly / باغ‌لیٛ)
    - تازه‌چتیر (Täzeçitir / تأزه‌چیتیر)
    - جنم (Janam / جانام)
    - خشتک‌لر (Heşdekler / حشدک‌لر)
    - دورت‌یاپ (Dörtýap / دؤرت‌یاپ)
    - قالقینیش (Galkynyş / قالقیٛنیٛش)

  - دولت‌محمد آزادی (Döwletmämmet Azady adyndaky / دؤولت‌مأمّدت آزادیٛ آدیٛنداقیٛ)
    - آل‌ایلی‌‌اوی (Alilioý / آل‌ایلی‌اوْی)
    - کییگ‌اوی (Keýigoý / کییگ‌اوْی)

  - رجب‌قلی عطایف (Rejepguly Ataýew adyndaky / رجپ‌قوُلیٛ عطایف آدیٛنداقیٛ)
    - اورمان (Orman / اوْرمان)
    - بامی‌لی (Bamyly / بامیٛ‌لیٛ)
    - بختی (Bagty / باغتیٛ)
    - پاکیزه (Päkize / پأکیزه)
    - چلدیر (Çildir / چیلدیر)
    - اومارلی (Omarly / اوْمارلیٛ)
    - قزل (Gyzyl / قیٛزیٛل)
    - کش‌لر‌ (Keşler / کش‌لر)
    - منگیش (Meňiş / منگیش)

  - سازاق‌لی (Sazakly / سازاق‌لیٛ) 
    - بی‌طرفلیق (Bitaraplyk / بی‌طارتپلیٛق)
    - پخته‌باز (Pagtabaz / پاغتاباز)
    - سازاق‌لی‌اوی (Sazaklyoý / سازاق‌لیٛ‌اوْی)
    - کتگن‌لی (Ketgenli / کتگن‌لی)
    - یادلیریاپ (Ýaldyrýap / یالدیٛراوْی)

  - سازنده (Sazanda / سازاندا)
    - آزادلیق (Azatlyk / آزاتلیٛق)
    - بخشی‌لی (Bagşyly / باغشیٛ‌لیٛ)
    - بیگ‌لراوبه (Begleroba / بگ‌لراوْبا)
    - سازنده (Sazanda / سازاندا)

  - شاه‌آباد (Şabat / شاآبات)
    - ‌ اوچ‌کفتری (Üçkepderi / اوٚچ‌کپدری)
    - چندیر (Çandyr / چاندیٛر) ‌
    - دریالیق (Derýalyk / دریالیٛق)
    - ‌ شارلاووق (Şarlawuk / شارلاووُق)
    - مختوم (Magtym / ماغتیٛم)
    - گلستان (Gülüstan / گوٚلوٚستان)

  - صاف‌ایش چرکسوف (Sapyş Çerkezow adyndaky / صاپ‌ایٛش چرکزوف)
    - چاروالیق (Çarwalyk / چاروالیٛق)
    - کپوک‌لی (Köpükli / کؤپوٚک‌لی)
    - معارف (Magaryf / ماغاریٛف)

  - صحرا (Sähra / صأحرا)
    - اوچ‌آغاج (Üçagaç / اوٚچ‌آغاچ)
    - تغای‌لی‌اوبه (Tokaýlyoba / توْقای‌لیٛ‌اوْبا) ‌
    - صیاد (Saýat / صایات)
    - یکه‌توت (Ýeketut / یکه‌توُت)

  - قرقود (Gorkut / قوْرقوُت)
    - درک‌لی (Derekli / درک‌لی)

  - قزل‌تاقیر (Gyzyltakyr / قیٛزیٛل‌تاقیٛر)
    - باسوولی (Basuwly / باسُولیٛ)
    - ‌ برونجیق (Burunjyk / بوُروُنجیٛق)
    - قزل‌تاقیر (Gyzyltakyr / قیٛزیٛل‌تاقیٛر)
    - مختوم‌قلی قارلی‌یف (Magtymguly Garlyýew adyndaky / ماغتیٛم‌قوْلی قارلیٛ‌یف آدیٛنداقیٛ)
    - آل‌ایلی (Alili / آل‌ایلی)
    - ‌اوستالی (Ussaly / اوُسّالیٛ)
    - جرن‌لی (Jerenli / جرن‌لی)
    - عرب (Arap / عاراپ)
    - فولادلی (Polatly / پوْلاتلیٛ)
    - یکه‌آغاج (Ýekeagaç / یکه‌آغاچ)

  - ملانفس (Mollanepes adyndaky، موْلّانپس آدیٛنداقیٛ) 
    - آت‌چاپان (Atçapan / آت‌چاپان)
    - آق‌قاش (Akgaş / آق‌قاش)
    - تازه‌دورموش (Täzedurmuş / تأزه‌دوٚرموٚش)
    - تازه‌مکان (Täze mekan / تأزه‌مکان)
    - تکه‌بیگ (Tekebeg / تکه‌بگ)
    - توینوق (Toýnuk / توْینوُق)
    - قراجه (Garaja / قاراجا)
    - قره‌تایلی (Garataýly / قاراتایلیٛ)
    - گوودوک (Göwdük / گؤودوٚک)
    - وطن (Watan / واطان)

  - نورمحمد عندلیب (Nurmuhammet Andalyp adyndaky / نوُرمحمّد عاندالیٛپ آدیٛنداقیٛ)
    - تورغای (Torgaý / توْرغای)
    - دویه‌چی (Düýeçi / دوٚیه‌چی)
    - عندلیب (Andalyp / عاندالیٛپ)
    - قره‌ماضی (Garamazy / قاراماضیٛ)
    - کهنه‌قلعه (Könegala / کؤنه‌قالا)

  - نوروز (Nowruz / نوْوروُز)
    - برکت (Bereket / برکت)
    - داری‌لی‌‌اوی (Darylyoý / داریٛ‌لیٛ‌اوْی)
    - سکیزآدلیق (Sekizatlyk / سکیزآتلیٛق)
    - شاه‌صنم (Şasenem / شاصنم)
    - یکه‌سووت (Ýekesöwüt / یکه‌سؤووٚت)